# Ruská Voľa
Ruská Voľa és un poble i municipi d'Eslovàquia. Es troba a la regió de Prešov, al nord del país.

## Història
La primera referència escrita de la vila data del 1357.

## Demografia
| Godina             | 1994 | 2004   | 2014   | 2024   |
| ------------------ | ---- | ------ | ------ | ------ |
| Nombre de persones | 81   | 76     | 82     | 90     |
| Diferència         |      | −6,17% | +7,89% | +9,75% |

| Godina             | 2023 | 2024   |
| ------------------ | ---- | ------ |
| Nombre de persones | 88   | 90     |
| Diferència         |      | +2,27% |